# Coleophora dichroella
Coleophora dichroella é uma espécie de mariposa do gênero Coleophora pertencente à família Coleophoridae.